# Премія свободи імені Андрія Сахарова

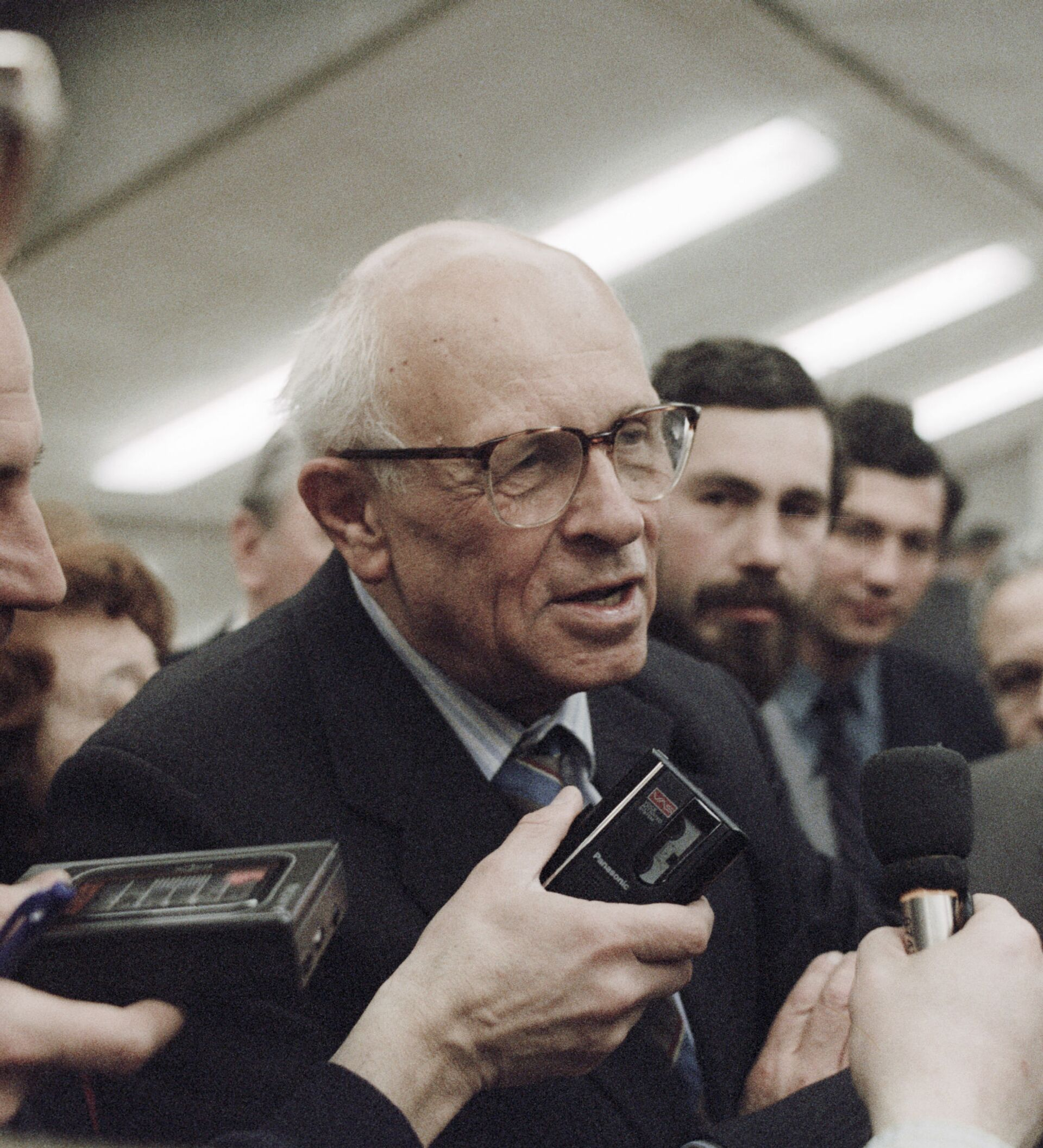
Андрій Сахаров

Пре́мія свобо́ди і́мені Андрі́я Са́харова — премія в галузі прав людини, яку 1980 року започаткував Норвезький Гельсінський комітет за підтримки Андрія Сахарова. Мета премії — допомогти людям, яких за їхні переконання переслідують або ув'язнено.

## Лауреати

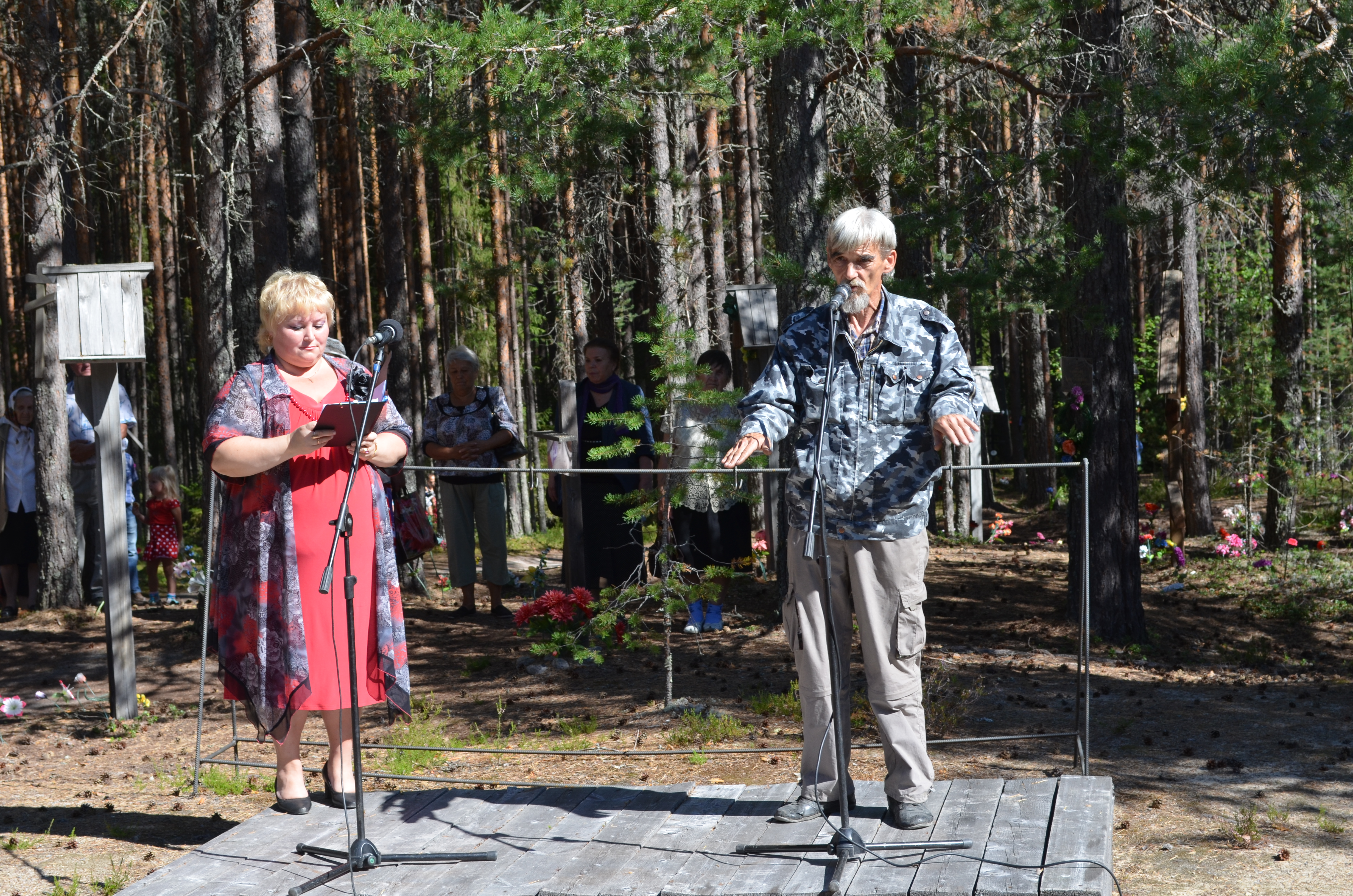
Юрій Дмитрієв у Сандармосі (2013 рік)

- 1984 — Хартія 77 ЧССР.[1]
- 1996 — Сергій Ковальов, правозахисник, правозахисний центр «Меморіал», Росія.
- 2002 — Еліза Мусаєва, правозахисниця, правозахисний центр «Меморіал», Росія.[2]
- 2002 — Амор Мазович[en], Комісія щод зниклих безвісти, Боснія.[3][4]
- 2006 — Олесь Біляцький, правозахисник, Білоруський правозахисний центр «Весна».[5][6]
- 2007 — Світлана Ганнушкіна, правозахисниця, правозахисний центр «Меморіал», Росія.[7][8][9]
- 2010 — Євген Жовтіс[ru], правозахисник, Казахстанське міжнародне бюро з прав людини та дотримання законності, Казахстан.[10][11][12]
- 2012 — Лілія Шибанова[ru], російська організація зі спостереження за виборами «Голос»[ru].[13][14][15]
- 2014 — Расул Джафаров[ru], Лейла Юнус, Анар Мамедлі[ru] та Інтигам Алієв[ru], азербайджанські правозахисники, політв'язні.[16]
- 2017 — «Нова газета» та організація «Команда проти тортур», російські борці з тортурами.[17]
- 2019 — Угорський Гельсінський комітет[en], угорська правозахисна організація.[18]
- 2021 — Юрій Олексійович Дмитрієв, російський історик і дисидент (перебуває в ув'язненні в Росії[коли?]).[19]
- 2023 — Truth Hounds, правозахисна організація, Україна.[20][21]